# Djuptjärnen (Tännäs socken, Härjedalen, 692023-134879)
Djuptjärnen är en sjö i Härjedalens kommun i Härjedalen och ingår i Ljusnans huvudavrinningsområde. Sjön har en area på 0,0967 kvadratkilometer och ligger 724,4 meter över havet. Sjön avvattnas av vattendraget Gruckan.

## Delavrinningsområde
Djuptjärnen ingår i det delavrinningsområde (691995-135054) som SMHI kallar för Inloppet i Stor-Grucken. Medelhöjden är 706 meter över havet och ytan är 8,78 kvadratkilometer. Räknas de 7 avrinningsområdena uppströms in blir den ackumulerade arean 25,92 kvadratkilometer. Gruckan som avvattnar avrinningsområdet har biflödesordning 2, vilket innebär att vattnet flödar genom totalt 2 vattendrag innan det når havet efter 366 kilometer. Avrinningsområdet består mestadels av skog (98 procent). Avrinningsområdet har 0,16 kvadratkilometer vattenytor vilket ger det en sjöprocent på 1,8 procent.